# Molly Hatchet (album)
| Recensione              | Giudizio        |
| ----------------------- | --------------- |
| AllMusic                | [ 2 ]           |
| Sputnikmusic            | 4.0 (Excellent) |
| Dizionario del Pop-Rock | [ 4 ]           |
| 24.000 dischi           | [ 5 ]           |

Molly Hatchet è il primo album album discografico della band di southern rock statunitense Molly Hatchet, pubblicato dalla casa discografica Epic Records nel settembre del 1978.
L'album raggiunse la sessantaquattresima posizione della classifica statunitense di Billboard 200.

## Tracce
Lato A
1. Bounty Hunter – 2:57 (Danny Joe Brown, Banner Harvey Thomas, Dave Lawrence Hlubek)
2. Gator Country – 6:17 (Banner Harvey Thomas, Dave Lawrence Hlubek, Steven Jerome Holland)
3. Big Apple – 3:02 (Dave Lawrence Hlubek, Danny Joe Brown)
4. The Creeper – 3:17 (Bruce Hull Crump, Steven Jerome Holland, Danny Joe Brown)
5. The Price You Pay – 3:03 (Steven Jerome Holland, Danny Joe Brown)

Lato B
1. Dreams I'll Never See – 7:06 (Gregg Allman)
2. I'll Be Running – 2:59 (Banner Harvey Thomas, Danny Joe Brown, Dave Lawrence Hlubek)
3. Cheatin' Woman – 3:36 (Steven Jerome Holland)
4. Trust Your Old Friend – 3:54 (Duane Curtis Roland, Bruce Hull Crump)

## Formazione
- Danny Joe Brown - voce solista
- Duane Roland - chitarra solista
- Dave Hlubek - chitarra solista
- Steve Holland - chitarra solista
- Banner Thomas - basso
- Bruce Crump - batteria

Note aggiuntive
- Tom Werman - produttore
- Pat Armstrong & Associates - produttore esecutivo e direzione
- Registrazioni effettuate al The Sound Pit di Atlanta, Georgia (Stati Uniti)
- Antonino Reale - ingegnere delle registrazioni (Lord of the Board)
- Mike Beiriger - assistente ingegnere delle registrazioni
- Mixato al The Record Plant di Los Angeles (California)
- Masterizzato al Sterling Sound di New York City (New York)
- Album dedicato alla memoria di Ronnie Van Zant e Roxie Brown
- Gail Giddens - note retrocopertina album[9]